# Џесика Частејн
Џесика Частејн (енгл. Jessica Chastain; Сакраменто, 24. март 1977), право име Џесика Хауард,  америчка је филмска, телевизијска и позоришна глумица. Полет у њеној каријери почиње 2011. године, када је играла у чак седам филмова, између осталих и у критичком и комерцијалном хиту Служавке, за који је била номинована за Оскара за најбољу глумицу у споредној улози. Већ следеће године, за улогу у филму 00:30 – Тајна операција, освојила је Златног глобуса за најбољу главну глумицу у драми и номинована је за Оскара за најбољу главну глумицу.

## Детињство
Џесика је рођена као једно од петоро деце, са презименом Хауард, али је касније преузела Частејн – псеудоним њене мајке Џери која се бавила веганством и била позната веганска куварица. Џесикин очух радио је као ватрогасац. Честејнова је блиска са својом баком Мерилин, у чијој је пратњи дошла на доделу Оскара 2012. и 2013. године.
Завршила је средњу школу Ел Камино у Сакраменту 1995. године, па потом уписала политику на Универзитету Сакраменто, где је била члан дебатног тима. Године 1998. добила је улогу у драми Ромео и Јулија, коју је продуцирала компанија TheatreWorks из Сан Франциска. Похађала је њујоршку школу The Juilliard, где је ишла на драмске секције, учествовала у студентским представама и била стипендиста фонда Робина Вилијамса. То јој је обезбедило прве велике ангажмане у позоришту.

## Каријера
Пројекат са којим почиње каријера Частејнове је била ТВ–серија Мрачне сенке из 2004. где је играла Керолајн Содард. Након тога добија мање улоге у серијама Ред и закон и Ургентни центар, а 2008. прву филмску улогу. Ради се о филму Џолин који приказује живот злостављане тинејџерке која из лоших иде у горе љубавне везе, уништава свој живот међу наркоманима, лезбијкама и психопатама. Године 2011. почиње њен вртоглави успон у Холивуду, са чак шест комерцијално и критички успешних филмова. Частејнова је најпре снимила научнофантастичну драму Дрво живота, где игра поред Бреда Пита и Шона Пена. Била је у улози мајке која покушава да посредује између свог супруга и њихове деце, што уопште није лако с обзиром на то да се отац доста ауторитативно односи према синовима, који се све више удаљују од њега. Потом је у филму Служавке глумила добродушну, али ексцентричну Силију Фут, коју је конзервативни градић на америчком Југу одбацио због њеног неморалног брака. Силија је наиме преотела дечка главне девојке у граду, непосредно пред њихово венчање. Филм је смештен у шездесете године двадесетог века, а потписује га велика, претежно женска, глумачка постава на челу са Вајолом Дејвис и Емом Стоун. Исте године играла је и у трилеру Дуг са Хелен Мирен, психолошком трилеру Склониште, криминалистичкој драми Тексашка поља смрти. Ал Пачино је Частејновој поверио насловну улогу у филму Салома, првом у каријери који је режирао, а за који је сценарио написан по истоименом роману Оскара Вајлда. У режисерском дебију Рејфа Фајнса, филму Кориолан, Џесика тумачи лик Виргилије. За све ове улоге је углавном добијала награде за глумачко откриће године или за најбољу споредну глумицу (на Холивудском филмском фестивалу, по мишљењу њујоршких и лосанђелеских филмских критичара...), а крајем године добила је много веће признање у виду номинација за Награду Удружења филмских глумаца, Награду филмских критичара, Златни глобус и Оскара за најбољу глумицу у споредној улози, у филму Служавке.

## Филмографија
| Улоге Џесике Частејн |                                     |               |                     | |
| Година               | Српски назив                        | Изворни назив | Улога               | Напомена |
| 2008.                | Џолин                               |               | Џолин               | |
| 2010.                |                                     |               | Сали Ен             | |
| 2011.                | Дрво живота                         |               | гђа. О'Брајан       | Награда Националног удружења филмских критичара за најбољу глумицу у споредној улози Награда Удружења њујоршких филмских критичара за најбољу споредну глумицу Награда Удружења интернет филмских критичара за најбољу споредну женску улогу Награда Сателит за најбољу глумицу у споредној улози |
| 2011.                | Дуг                                 |               | млада Рејчел Сингер | |
| 2011.                | Служавке                            |               | Силија Фут          | Награда Националног удружења филмских критичара за најбољу глумицу у споредној улози Награда Удружења њујоршких филмских критичара за најбољу споредну глумицу Награда Удружења филмских глумаца за најбољу филмску поставу Награда Удружења телевизијских филмских критичара за најбољу филмску поставу Награда Сателит за најбољу глумачку поставу (филм) номинована — Оскар за најбољу глумицу у споредној улози номинована — Златни глобус за најбољу споредну глумицу у играном филму номинована — Награда Удружења телевизијских филмских критичара за најбољу глумицу у споредној улози номинована — БАФТА за најбољу глумицу у споредној улози номинована — Награда Удружења филмских глумаца за најбољу глумицу у споредној улози номинација - МТВ филмска награда за најбољу глумачку поставу                         |
| 2011.                | У заклон                            |               | Саманта             | Награда Националног удружења филмских критичара за најбољу глумицу у споредној улози Награда Удружења њујоршких филмских критичара за најбољу глумицу у споредној улози номинација — Награда Спирит за најбољу глумицу у споредној улози номинација — Награда Сатурн за најбољу глумицу (филм) |
| 2011.                | Тексашка поља смрти                 |               | Пем                 | |
| 2011.                | Салома                              |               | Салома              | |
| 2011.                | Кориолан                            |               | Виргилија           | |
| 2012.                | Мадагаскар 3: Најтраженији у Европи |               | Џија, јагуар (глас) | |
| 2012.                | Без закона                          |               | Сара                | |
| 2012.                | 00:30 – Тајна операција             |               | Maja                | Златни глобус за најбољу главну глумицу у играном филму (драма) Награда Удружења телевизијских филмских критичара за најбољу глумицу у главној улози Награда националног филмског савеза САД за најбољу женску улогу Онлајн награда Друштва филмских критичара за најбољу главну женску улогу номинација — Оскар за најбољу главну глумицу номинација — Награда Удружења филмских глумаца за најбољу глумицу у главној улози номинација — БАФТА за најбољу глумицу у главној улози номинација — Награда Удружења њујоршких филмских критичара за најбољу глумицу номинација - Интернационална награда аустралијског филмског института за најбољу глумицу номинација - Награда Емпајер за најбољу глумицу номинација - Награда Сателит за најбољу глумицу у главној улози номинација - Награда Сатурн за најбољу глумицу (филм) |
| 2013.                | Мама                                |               | Анабел              | |
| 2014.                | Нестанак Елеоноре Ригби: Он         |               | Елеонора Ригби      | |
| 2014.                | Нестанак Елеоноре Ригби: Она        |               | Елеонора Ригби      | |
| 2014.                | Нестанак Елеоноре Ригби: Они        |               | Елеонора Ригби      | |
| 2014.                | Госпођица Јулија                    |               | госпођица Јулија    | |
| 2014.                | Међузвездани                        |               | Марфи               | номинација - Награда Сатурн за најбољу споредну женску улогу (филм) |
| 2014.                | Година насиља                       |               | Ана Моралес         | Награда националног филмског савеза САД за најбољу споредну женску улогу номинација — Златни глобус за најбољу споредну глумицу у играном филму номинована — Награда Удружења телевизијских филмских критичара за најбољу глумицу у споредној улози номинација - Награда Спирит за најбољу глумицу у споредној улози номинација - Награда Удружења интернет филмских критичара за најбољу споредну женску улогу |
| 2015.                | Пурпурни врх                        |               | леди Лусил Шарп     | номинација - Награда Сатурн за најбољу споредну женску улогу (филм) |
| 2015.                | Марсовац: Спасилачка мисија         |               | Мелиса Луис         | номинација - Награда Сатурн за најбољу глумицу (филм) |
| 2016.                | Ловац и ледена краљица              |               | Сара                | |
| 2016.                | Госпођица Слоун                     |               | Елизабет Слоун      | номинација - Златни глобус за најбољу главну глумицу у играном филму (драма) |
| 2017.                | Жена директора зоолошког врта       |               | Антонина Забинска   | |
| 2017.                | Велика игра                         |               | Моли Блум           | номинација - Златни глобус за најбољу главну глумицу у играном филму (драма) номинација - Награда Удружења телевизијских филмских критичара за најбољу глумицу у главној улози номинација - Награда Сателит за најбољу глумицу у главној улози |
| 2017.                | Жена хода право                     |               | Кетрин Велдон       | |
| 2019.                | Икс-људи: Мрачни Феникс             |               | Вук                 | |
| 2019.                | То: Друго поглавље                  |               | Беверли Марш        | |
| 2021.                | Очи Тами Феј                        |               | Тами Феј Бакер      | |
| 2022.                | 355                                 |               | Мејсон „Мејс” Браун | |
| 2022.                | Време Армагедона                    |               | Меријен Трамп       | |